# Mannlicher M1901
Mannlicher M1901 là loại súng ngắn bán tự động do Ferdinand von Mannlicher phát triển khi ông được thuê làm việc ở công ty Österreichischen Waffenfabriks-Gesellschaft tại Steyr, đế quốc Áo-Hung. Ông đã thiết kế các khẩu súng khác từ năm 1894 và khẩu súng này được hoàn tất thiết kế năm 1899 nhưng nó không được giới thiệu cho đến năm 1900. Rất ít khẩu được chế tạo thử nghiệm, chúng sử dụng đạn 8mm nhưng bị thấy là quá yếu nên đã được mang đi thiết kế lại chuyển sang sử dụng đạn không vành 7.63×21mm Mannlicher được phát triển riên cho súng và giới thiệu lại vào năm 1901 nên nó thường được gọi là M1901.
Tùy vào năm được chế tạo mà nó được gọi khác nhau như M1901, M1902, M1903,M1904 và cuối cùng là M1905. Súng không được đưa vào sử dụng trong quân đội nhưng có nhiều người mua để làm vũ khí tự vệ, mẫu M1905 thì được thông qua để phục vụ trong lực lượng quân đội Argentine. Có khoảng 300 khẩu mẫu M1900 và khoảng 12.000 khẩu mẫu M1901 đến M1905 được chế tạo.

## Thiết kế
Mannlicher M1901 sử dụng cơ chế nạp đạn blowback có hãm. Một đòn bẩy sẽ móc vào khối trượt và đầu một cái nhíp dày bên trong súng. Khi khối trượt lùi lại áp lực sẽ đẩy đòn bẩy ra sau nhưng cái nhíp sẽ giữ không cho đòn bẩy di chuyển cho đến khi áp lực tích đủ mạnh nó sẽ đẩy đòn bẩy bật ra sau và khi đó móc đòn đẩy sẽ tách ra khỏi nhíp nên nó đóng vai trò như một cái khóa hãm. Khi khối trượt trở về vị trí cũ đòn bẩy sẽ bật trở lên đè đầu nhíp xuống và đến một mức nào đó đầu nhíp sẽ bật lên và chống vào móc đòn bẩy để chuẩn bị bắn viên đạn tiếp theo. Cái nhíp này cũng đóng vai trò như móc khóa búa điểm hỏa vào vị trí lên cò, khi búa điểm hỏa được kéo ra phía sau một phần của búa sẽ móc vào đầu phần dưới cái nhíp này và nó sẽ giữ búa ở vị trí đó. Khi bóp cò phần đước của nhíp sẽ bị đẩy lên trên tách móc của búa điểm hỏa ra khỏi nhíp và khai hỏa.
Hệ thống nhắm cơ bản của súng là điểm ruồi. Hộp đạn của súng nằm cố định trong tay cầm và xạ thủ sẽ nạp đạn vào thông qua khe nhả vỏ đạn bằng một cái kẹp 8 viên dành cho súng khi khối trượt được kéo ra phía sau. Nếu cần lấy đạn ra khỏi súng thì xạ thủ sẽ kéo khối trượt về phía sau và nhấn vào nút nhả đạn phía bên phải tay cầm thì lò xo trong hộp đạn sẽ đẩy tất cả đạn trong nó ra ngoài.